# Menosoma elegans
Menosoma elegans är en insektsart som beskrevs av Henry Fairfield Osborn 1923. Menosoma elegans ingår i släktet Menosoma och familjen dvärgstritar. Inga underarter finns listade i Catalogue of Life.